# Bebida de grano

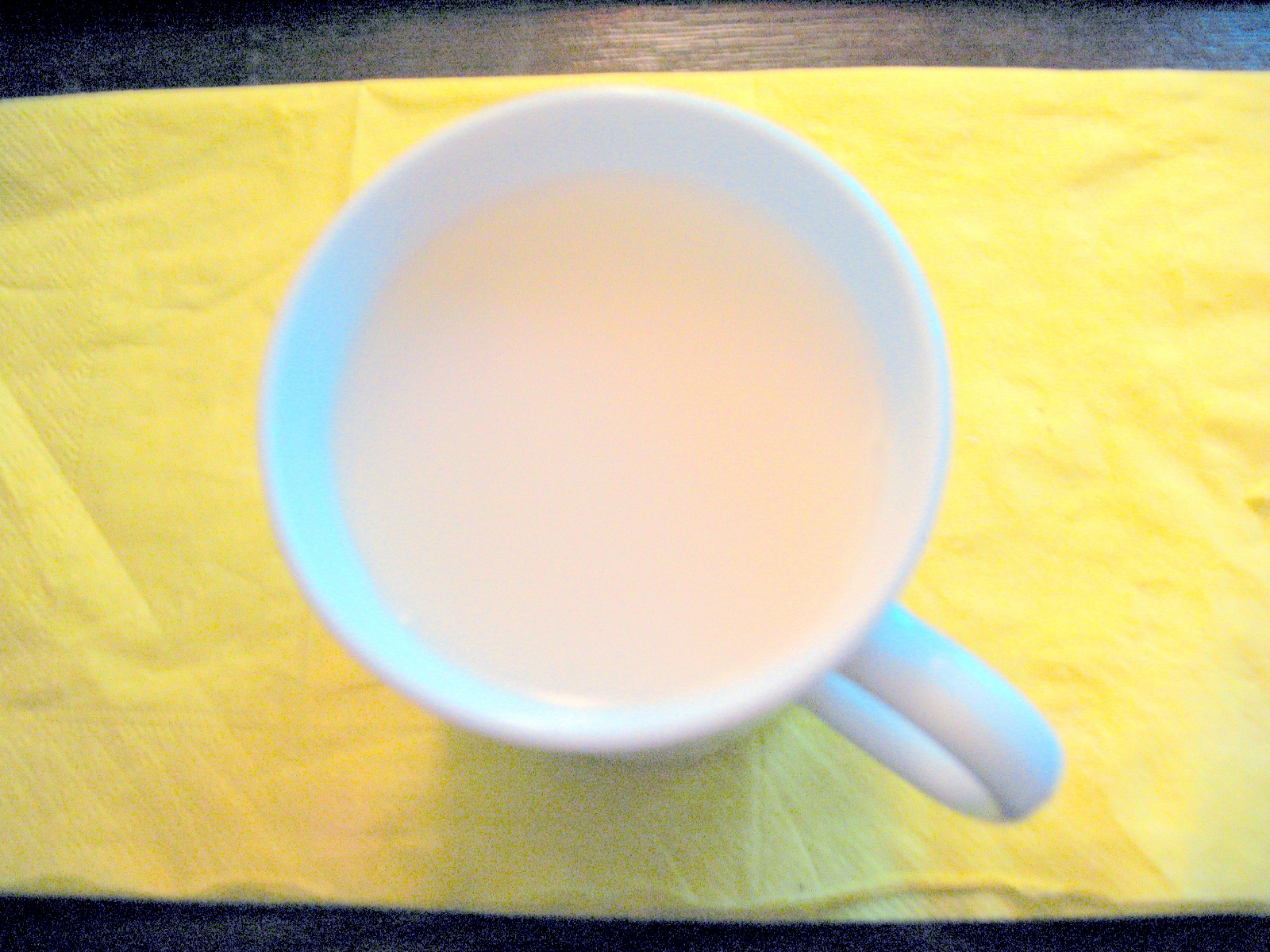
Bebida de arroz en una taza.

La bebida de grano o bebida de cereal es un alimento hecho de grano o harina fermentada. La bebida de grano puede hacerse a partir de avena, soja, espelta, arroz, centeno, escanda menor o quinoa.

## Comercialización
La bebida de grano puede comercializarse con sabor natural, a vainilla, a chocolate, etcétera. También hay disponibles helados y postres hechos de bebida de grano.[cita requerida]

## Valor nutricional
La bebida de grano tiene un aspecto muy similar a la leche de vaca. Tiene un menor contenido en proteína y un mayor cantidad de hidratos de carbono que ésta. Suele estar enriquecida de calcio y algunas vitaminas (especialmente B12).[cita requerida]
La bebida de cereal es baja en grasas saturadas y no contiene lactosa, por lo que es tolerada por las personas que padecen intolerancia a la lactosa.